# Przejście (powieść)
Przejście (tytuł oryg. The Passage) – powieść science fiction amerykańskiej pisarki Connie Willis. Opublikowana przez wydawnictwo Bantam Books w 2001 r. Polskie tłumaczenie Piotra Budkiewicza wydała oficyna Zysk i S-ka w 2003 r. Powieść zdobyła nagrodę Locusa w 2002 r., była także nominowana do nagród Hugo i Nebula.

## Fabuła
Bohaterowie, psycholog kliniczna oraz neurolog, badają doświadczenia osób, które doświadczyły śmierci klinicznej, próbując rozszyfrować treść widzianych wtedy obrazów – komunikatów wysyłanych przez umysł.